# Alianza de Oposición contra la Dictadura
La Alianza de Oposición contra la Dictadura o llamada simplemente Alianza de Oposición o Alianza Libre/PINU-SD, fue una coalición política fundada en el año 2017 para competir en las elecciones generales de Honduras de ese año, como una forma de hacerle frente al candidato Juan Orlando Hernández (JOH), del mayoritario Partido Nacional. La coalición estuvo conformada por el Partido Libertad y Refundación (LibRe) y el Partido Innovación y Unidad Social Demócrata (PINU-SD) y llevó como candidato al entonces excandidato por el Partido Anticorrupción (PAC), Salvador Nasralla.

## Historia

### Antecedentes
En 2015, se permitió la reelección en el nivel presidencial gracias a un fallo de inaplicabilidad de la Corte Suprema al artículo 239, que prohibía al titular del ejecutivo aspirar nuevamente a la presidencia. Esto fue objeto de gran controversia, tanto por el cuestionable proceder en que se dio el fallo como por el tema de la reelección presidencial, pues fue una razón dada para apoyar el golpe de Estado de 2009, donde el presidente Manuel Zelaya —del Partido Liberal— fue depuesto por pretender llamar a una constituyente que legalizaría la reelección. Debido al fallo, el presidente nacionalista Juan Orlando Hernández (JOH) pudo competir nuevamente como candidato presidencial.
Tras el mencionado golpe de Estado, el Partido Liberal (PLH) se fraccionó, con lo cual el Partido Nacional (PNH) pasó a convertirse en el partido más grande del país, ganando por un amplio margen las elecciones generales posteriores de 2009 y de 2013 —donde resultó electo Hernández. Parte de las bases del Partido Liberal pasaron a formar parte del Partido Libertad y Refundación, creado por el expresidente Zelaya y que compitió por primera vez en las elecciones de 2013 llevando como candidata presidencial a la esposa de Zelaya, Xiomara Castro, quien quedó en segundo lugar. En las mismas elecciones participó por primera vez el Partido Anticorrupción (PAC), cofundado por Salvador Nasralla y que lo llevó como candidato presidencial, obteniendo el cuarto lugar en votos. Ambos candidatos, Castro y Nasralla, alegaron fraude electoral contra su persona.
Durante la campaña de 2013 y poco después de ella, Nasralla fue un crítico de los tres partidos mayoritarios. En declaraciones para medios de comunicación y en respuesta a su presunta cercanía con Libre llegó a decir: «No tengo nada que ver con el Partido Libre, soy totalmente opuesto a Libre, lo peor que le puede pasar a Honduras es Partido Libre o Partido Nacional, son los dos partidos extremistas que tienen el país hundido en el subdesarrollo [...] Liberal y Nacional son la misma 'papada' [cosa], extrema derecha, y el otro es extrema izquierda». También se oponía a la idea de llamar a una Constituyente para crear una nueva constitución —la cual se volvió la principal propuesta de Libre. Tras las elecciones, lo volvió a reiterar diciendo que no tenía «nada que ver con la constituyente» y «nada que ver con Libre, soy anticomunista».

### Creación
Desde marzo de 2015 en Libre ya se consideraba la posibilidad de conformar una alianza opositora electoral en el nivel presidencial, que pudiera hacer frente al PNH en las próximas elecciones: «Recuerden el día en que se los dije, el próximo presidente de Honduras será de la oposición, puede ser del Partido Liberal, de Libre, del PAC o del Pinu [...] La consigna es sacar a los nacionalistas del poder y evitar una dictadura en Honduras», dijo su coordinador, Manuel Zelaya. En septiembre de 2016, Zelaya propuso una «Alianza Oposición para detener el continuismo de JOH», luego que el Tribunal Supremo Electoral sentenciara que «la reelección es definitiva e inmutable». El 15 de enero de 2017, durante una asamblea nacional de Libre, este partido anunció su alianza electoral con el partido PINU y el PAC, sin definirse aún a quien llevaría como candidato.
Tras las elecciones internas del PAC en mayo de 2017, Marlene Alvarenga pasó a ser su nueva presidenta y candidata presidencial, dejando ese partido de formar parte de la Alianza. Por otro lado, en las elecciones internas del Partido Liberal de marzo de ese año, ganó Luis Zelaya, como candidato oficial y como presidente de ese partido, quien manifestó su interés en ser parte de la Alianza. En una convención celebrada en mayo, los liberales decidieron que su candidato podía unirse a una alianza siempre y cuando él fuera el candidato de la misma, mientras que los líderes de la Alianza le pedían como condición inicial deponer su candidatura. Esta discrepancia fue la razón por la cual finalmente Luis Zelaya declinó su integración a la Alianza de Oposición, después de haberse reunido con miembros de esta el 17 de mayo de 2017. Según lo dicho por Luis Zelaya antes de la reunión, y reiterado posteriormente, la candidatura de la Alianza nunca estuvo a sometimiento, pues Nasralla había pactado previamente con Manuel Zelaya su elección como candidato de la Alianza como condicionante para unirse a la misma.
El 22 de mayo de 2017, los partidos Libre (izquierda) y PINU (centro-izquierda) conformaron la "Alianza de Oposición contra la Dictadura", escogiendo a Salvador Nasralla como su candidato, con el expresidente Manuel Zelaya como su coordinador general, la excandidata de Libre, Xiomara Castro, como primera designada presidencial, y el entonces presidente del PINU, Guillermo Valle, como segundo designado presidencial; siendo este último hermano de la diputada de Libre, Beatriz Valle. En julio, el candidato del Partido Alianza Patriótica Hondureña, Romeo Vásquez impugnó sin éxito por el uso exclusivo de la palabra "Alianza" ante el Tribunal Electoral.

### Proceso electoral y alegato de fraude
Durante los primeros días luego de las elecciones, Nasrralla se perfilaba como ganador con un 4.8 % más que su rival Juan Orlando Hernández, declarándose a sí mismo como ganador, asegurando que la tendencia «no cambia». Tras ser escrutadas el 76 % de las mesas electorales, Hernández superó drásticamente a Nasralla, con una diferencia de 2,911 votos. Este acto causó molestia en Nasralla y sus seguidores, por lo que junto con Manuel Zelaya llamó a sus seguidores a manifestarse de forma «pacífica» en contra del supuesto fraude cometido en su contra; algunas de estas manifestaciones terminaron en actos vandálicos, saqueos y destrucción de propiedad pública y privada, Los saqueos y la destrucción continuaron hasta que se decretó toque de queda durante 10 días. Los simpatizantes de Nasralla realizaron un cacerolazo contra esta medida y en apoyo al candidato. Las protestas siguieron después del toque de queda. Finalmente, el 17 de diciembre el TSE anunció la declaratoria oficial de resultados, donde Nasralla obtuvo 1,360,442 votos (el 41.46 %), quedando en segundo lugar.

### Disolución
Debido al reconocimiento de Estados Unidos a Hernández como presidente reelecto el 22 de diciembre, Nasralla dio por diluida la Alianza y su participación como candidato de la misma, recordando que la misma fue creada solo para propósitos electorales. Cinco días después anunció que crearía un nuevo movimiento llamado Frente Nacional Democrático Anticorrupción, que incluiría a todas las fuerzas políticas del país, para continuar su lucha contra el presunto fraude. En enero de 2018, sin embargo, Nasralla dijo en una conferencia de prensa junto a Manuel Zelaya que la Alianza «está más viva que nunca».
El 15 de abril los líderes de la Alianza acordaron en asamblea la continuidad de este ente y la creación de "comandos de insurrección". Al día siguiente, Nasralla anunció la creación de un nuevo partido político y dijo que Zelaya había decidido crear los comandos sin consultarle. Esto molestó a Zelaya, quien dijo que ambas declaraciones dividían a la Alianza. El Consejo Directivo de la Alianza pactó entonces una reunión para el 21 de abril, para conocer si Nasralla seguiría formando parte de ella; pero este último se retiró del punto de encuentro cuando Zelaya no le permitió el acceso a uno de los asesores de Nasralla. La Alianza de Oposición contra la Dictadura nunca fue oficialmente disuelta; en mayo de 2018 Salvador Nasralla todavía se consideraba públicamente como «parte de la Alianza».